# Ultima
Ultima é uma série de jogos eletrônicos de RPG de fantasia e mundo aberto criada por Richard Garriott e inicialmente desenvolvida pela Origin Systems. A Electronic Arts é a proprietária da marca desde 1992. A série havia vendido mais de 2 milhões de cópias até 1997.
Uma série importante na história dos jogos para computador, ela é considerada, ao lado de Wizardry e Might and Magic, uma das pioneiras do gênero de RPGs eletrônicos para computador. Vários jogos da série são considerados referências essenciais em seu gênero, e os primeiros jogos, em particular, apresentaram inovações que foram amplamente replicadas por outros jogos.
Os jogos se passam, em sua maior parte, em um mundo chamado Britannia; o herói recorrente é o Avatar, nomeado pela primeira vez em Ultima IV. Eles se enquadram principalmente no escopo da ficção de fantasia, mas também contêm elementos de ficção científica.

## Jogos
| 1979 | Akalabeth                  |
| 1980 |                            |
| 1981 | Ultima I                   |
| 1982 | Ultima II                  |
| 1983 | Ultima III                 |
| 1983 | Escape from Mt. Drash      |
| 1984 |                            |
| 1985 | Ultima IV                  |
| 1986 |                            |
| 1987 |                            |
| 1988 | Ultima V                   |
| 1989 |                            |
| 1990 | Ultima VI                  |
| 1990 | The Savage Empire          |
| 1991 | Martian Dreams             |
| 1991 | Ultima: Runes of Virtue    |
| 1992 | Ultima VII                 |
| 1992 | Ultima Underworld          |
| 1993 | Ultima VII Part Two        |
| 1993 | Ultima Underworld II       |
| 1993 | Ultima: Runes of Virtue II |
| 1994 | Ultima VIII                |
| 1995 |                            |
| 1996 |                            |
| 1997 | Ultima Online              |
| 1998 |                            |
| 1999 | Ultima IX                  |
| 2000 |                            |
| 2001 |                            |
| 2002 |                            |
| 2003 |                            |
| 2004 |                            |
| 2005 | Ultima V: Lazarus          |
| 2006 |                            |
| 2007 |                            |
| 2008 |                            |
| 2009 |                            |
| 2010 | Lord of Ultima             |
| 2011 |                            |
| 2012 | Ultima Forever             |
| 2013 |                            |
| 2014 |                            |
| 2015 |                            |
| 2016 |                            |
| 2017 |                            |
| 2018 | Underworld Ascendant       |

A série principal consiste em nove jogos (o sétimo é dividido em duas partes) agrupadas em três trilogias, ou "Eras": a Era das Trevas ("Age of Darkness"; Ultima I–III), a Era da Iluminação ("Age of Enlightenment"; Ultima IV–VI) e a Era do Armagedom ("Age of Armageddon"; Ultima VII–IX). A última também é chamada de Saga do Guardião ("The Guardian Saga"), devido ao seu principal antagonista. A primeira trilogia se passa em um mundo de fantasia chamado Sosaria, mas, durante os eventos cataclísmicos da Era das Trevas, ele é dividido e três quartos dele desaparecem. O que restou passa a ser conhecido como Britannia, um reino governado pelo benevolente Lord British, e é onde os jogos posteriores se passam em sua maior parte. O protagonista de todos os jogos é um residente da Terra que é chamado por Lord British para proteger Sosaria e, mais tarde, Britannia de vários perigos. Originalmente, o personagem do jogador era chamado de “o Estranho”, mas no final de Ultima IV ele se torna universalmente conhecido como o Avatar.

### Série principal

#### A Era das Trevas:Ultima I–III
Em Ultima I: The First Age of Darkness (1981), o Estranho é convocado pela primeira vez a Sosaria para derrotar o maligno mago Mondain, que pretende dominá-la. Como Mondain possui a Gema da Imortalidade, que o torna invulnerável, o Estranho localiza uma máquina do tempo, viaja de volta no tempo para matar Mondain antes que ele crie a Gema e quebra o artefato incompleto.
Ultima II: The Revenge of the Enchantress (1982) detalha a tentativa de vingança da aprendiz e amante secreta de Mondain, Minax. Quando Minax lança um ataque ao planeta natal do Estranho, a Terra, suas ações fazem com que portas se abram para várias épocas e locais ao longo da história da Terra e trazem legiões de monstros para todos eles. O Estranho, depois de obter a Quicksword, que é a única capaz de feri-la, localiza a feiticeira maligna no Castelo Shadowguard, na origem do tempo, e a derrota.
Ultima III: Exodus (1983) revela que Mondain e Minax tiveram um filho, o homônimo Exodus, “nem humano, nem máquina”, de acordo com os jogos posteriores (ele é retratado como um computador na conclusão do jogo e parece ser uma inteligência artificial demoníaca e autoconsciente). Algum tempo depois da morte de Minax, Exodus inicia seu próprio ataque a Sosaria e o Estranho é convocado mais uma vez para destruí-lo. Exodus foi o primeiro jogo da série a apresentar um sistema de grupo , que foi usado em muitos jogos posteriores.

#### A Era da Iluminação:Ultima IV–VI
Ultima IV: Quest of the Avatar (1985) marcou um ponto de virada na série em relação aos enredos tradicionais de “herói versus vilão”, introduzindo um sistema de alinhamento complexo baseado nas Oito Virtudes derivadas das combinações dos Três Princípios de Amor, Verdade e Coragem. Embora Britannia agora prospere sob o governo de Lord British, ele teme pelo bem-estar espiritual de seus súditos e convoca o Estranho novamente para se tornar um líder espiritual do povo de Britannia dando o exemplo. Ao longo do jogo, as ações do Estranho determinam o quanto ele se aproxima desse ideal. Ao alcançar a iluminação em cada virtude, ele pode chegar ao Códice da Sabedoria Suprema ("Codex of Ultimate Wisdom") e se tornar o “Avatar”, a personificação das virtudes de Britannia.
Em Ultima V: Warriors of Destiny (1988), o Avatar retorna a Britannia e descobre que, depois que Lord British se perdeu no Submundo, Lord Blackthorn, que governa em seu lugar, foi corrompido pelos Shadowlords e impõe uma visão radicalmente distorcida das virtudes, desviando-se consideravelmente de seu significado original. O Avatar e seus companheiros prosseguem para resgatar o verdadeiro rei, derrubar o tirano e restaurar as virtudes em sua verdadeira forma.
Ultima VI: The False Prophet (1990) detalha a invasão de Britannia por Gárgulas, que o Avatar e seus companheiros precisam repelir. No decorrer do jogo, é revelado que os gárgulas têm motivos válidos para odiar o Avatar. Explorando os temas de racismo e xenofobia, o jogo incumbe o Avatar de compreender e reconciliar duas culturas aparentemente opostas.

#### A Era do Armagedom:Ultima VII–IX
Ultima VII: The Black Gate (1992) vê o Avatar envolvido no plano de uma organização aparentemente virtuosa e benevolente chamada Fellowship (inspirada na Cientologia) para criar um portal para que a entidade maligna conhecida como o Guardião entre em Britannia. Embora todos os jogos da linha principal de Ultima sejam organizados em trilogias, Richard Garriott revelou mais tarde que Ultima VII foi o primeiro jogo em que ele fez qualquer tipo de planejamento antecipado para os futuros jogos da série. Ele elaborou que “os três primeiros não tinham muito a ver um com o outro, eram ‘Richard Garriott aprende a programar’; IV a VI eram uma trilogia projetada de trás para frente, no sentido de que eu os unia à medida que os escrevia; mas VII-IX, a história do Guardião, eram uma trilogia pré-planejada, e tínhamos uma ideia definida de onde queríamos ir”. Um pacote de expansão chamado Forge of Virtue foi lançado e adicionou uma ilha vulcânica recém-surgida ao mapa que o Avatar foi convidado a investigar. O enredo da expansão foi limitado a essa ilha, onde uma parte do Exodus (sua unidade de armazenamento de dados) havia ressurgido. Para sair da ilha novamente, o Avatar deveria destruir esse resquício do Exodus. No processo de fazer isso, ele também criou a Espada Negra, uma arma imensamente poderosa possuída por um demônio.
Ultima VII Part Two: Serpent Isle (1993) foi lançado como a segunda parte de Ultima VII porque usava o mesmo motor de jogo. De acordo com entrevistas, Richard Garriott achou que, portanto, o jogo não merecia um novo número. A produção foi apressada devido aos prazos estabelecidos para os desenvolvedores, e o enredo foi encurtado; restos do enredo original, mais longo, podem ser encontrados no banco de dados. Após a derrota da Fellowship, seu fundador, Batlin, foge para a Serpent Isle, perseguido pelo Avatar e seus companheiros. A Serpent Isle é revelada como outro fragmento da antiga Sosaria, e sua história, que é revelada ao longo do jogo, fornece muitas explicações e amarra muitas pontas soltas deixadas pela Era das Trevas. Tempestades mágicas anunciam o desvendamento do próprio tecido do mundo decadente, e o clima do jogo é notavelmente melancólico, incluindo a morte sacrificial voluntária de um companheiro de longa data do Avatar, Dupre. No final do jogo, o Avatar é raptado pelo Guardião e jogado em outro mundo, que se torna o cenário para o próximo jogo da série. The Silver Seed foi um pacote de expansão para Ultima VII Part Two em que o Avatar viaja de volta no tempo para plantar uma semente de prata, equilibrando assim as forças que mantêm a Serpent Isle unida. Assim como Forge of Virtue, a expansão continha uma sub-missão isolada que era irrelevante para o enredo do jogo principal, mas fornecia ao Avatar uma infinidade de artefatos úteis e poderosos.
Em Ultima VIII: Pagan (1994), o Avatar se vê exilado pelo Guardião em um mundo chamado “Pagan”. Os Princípios de Britannia e as Virtudes são desconhecidos aqui. Pagan é governado pelos Titãs Elementais, servos divinos do Guardião. O Avatar os derrota com sua própria magia, ascendendo à condição de semi-deus, e finalmente retorna a Britannia. Um pacote de expansão planejado, The Lost Vale, foi cancelado depois que o Ultima VIII não atendeu às expectativas de vendas.
Ultima IX: Ascension (1999), o último jogo da série, vê Britannia ser conquistada e suas virtudes corrompidas pelo Guardião. O Avatar precisa purificá-las e restaurá-las. Revela-se que o Guardião é a parte maligna do próprio Avatar, expulsa dele quando se tornou o Avatar. Para detê-lo, ele precisa se fundir com ele, destruindo a si mesmo como uma entidade separada. A versão não lançada do enredo apresentava um final mais apocalíptico, com o Guardião e Lord British mortos, Britannia destruída e o Avatar ascendendo a um plano superior de existência.

### Jogos derivados
Akalabeth: World of Doom foi lançado em 1979 e, às vezes, é considerado um precursor da série Ultima. A Sierra Online lançou Ultima: Escape from Mt. Drash em 1983, um jogo de labirinto para VIC-20 que é muito procurado por colecionadores devido à sua extrema raridade. Em 1997, a Origin Systems publicou Ultima Online, um MMORPG derivado da série Ultima que recebeu nove pacotes de expansão até 2015.
Um grupo de programadores voluntários criou Ultima V: Lazarus em 2005, uma recriação de Ultima V usando o motor de jogo de Dungeon Siege. Lord of Ultima, lançado em 2010, foi um jogo eletrônico de estratégia em tempo real para múltiplos jogadores (MMORTS), gratuito e baseado em navegador, da Electronic Arts. O jogo foi encerrado em maio de 2014. Ultima Forever: Quest for the Avatar foi um RPG de ação online, multiplataforma e gratuito, desenvolvido pela Mythic Entertainment e Escalation Studios e publicado pela Electronic Arts em agosto de 2013 e encerrado um ano depois.

#### Worlds of Ultima
A série Worlds of Ultima é uma série derivada de Ultima IV usando o mesmo motor de jogo e seguindo as aventuras do Avatar depois da conclusão do jogo:
- Em Worlds of Ultima: The Savage Empire (1990), um experimento fracassado transporta o Avatar para o Vale de Eodon, um mundo coberto por selvas e povoado por treze tribos que ele deve unir contra um inimigo comum, os insectoides Myrmidex.
- Ultima: Worlds of Adventure 2: Martian Dreams (1991) se passa depois de The Savage Empire e vê o Avatar viajar de volta no tempo para a era vitoriana e, por fim, aterrissar em Marte. Lá, ele deve resgatar os humanos que ficaram presos no planeta por acidente e restaurar a civilização marciana nativa.
- O terceiro jogo, Worlds of Ultima: Arthurian Legends, foi planejado para se passar na época do Rei Artur, mas foi cancelado em 1993 graças às vendas decepcionantes dos dois jogos anteriores.[12]

#### Ultima Underworld
Uma segunda série derivada, intitulada Ultima Underworld, consistia em três jogos com perspectiva em primeira pessoa:
- Situado após Ultima VI, Ultima Underworld: The Stygian Abyss (1992) mostra o Avatar descendo ao Grande Abismo Estigiano ("Great Stygian Abyss") para resgatar a filha sequestrada de um barão de Britannia e impedir a invocação de um poderoso demônio.
- Ultima Underworld II: Labyrinth of Worlds (1993) se passa entre as duas partes de Ultima VII e começa com o Guardião aprisionando Lord British, o Avatar e seus companheiros em uma barreira impenetrável em seu castelo. Para libertá-los, o Avatar precisa viajar por vários universos paralelos em busca de uma maneira de desfazer o feitiço.
- Underworld Ascendant (2018), o terceiro da série, licenciou a história e os personagens para o universo Underworld, mas não permitiu o uso da marca Ultima. O Avatar foi transportado para o Underworld e trabalha com facções locais.

### Jogos para console
Versões de Ultima para console permitiram uma maior exposição da série, especialmente no Japão, onde os jogos se tornaram best-sellers e foram acompanhados por vários produtos associados, incluindo desenhos animados e mangás. Na maioria dos casos, a jogabilidade e os gráficos foram alterados significativamente.

#### Versões para console de jogos de computador
- Ultima III: Exodus (NES);[14]
- Ultima: Quest of the Avatar (NES), uma recriação que inclui mudanças nos gráficos e na trilha sonora;[15]
- Ultima IV: Quest of the Avatar (Master System);[16]
- Ultima V: Warriors of Destiny (NES);[17]
- Ultima VI: The False Prophet (SNES);[18]
- Ultima: The Black Gate (SNES), uma recriação do gênero ação-aventura;[19]
- Ultima: The Savage Empire (SNES), uma atualização visual utilizando o motor de jogo de The Black Gate e lançada apenas no Japão;[20]
- Ultima Underworld: The Stygian Abyss (PlayStation), utilizando modelos em 3D e lançado apenas no Japão.[21]

#### Jogos originais para console
- Ultima: Runes of Virtue (Game Boy), com uma história não canônica e jogabilidade baseada em ação e quebra-cabeças;[22]
- Ultima: Runes of Virtue II (Game Boy, SNES).[23]

## Outras mídias
As caixas dos jogos da série Ultima geralmente continham itens chamados coloquialmente de "feelies"; por exemplo, a partir de Ultima II, todos os jogos da série principal vinham com um mapa de tecido do mundo do jogo, e a inclusão destes itens se tornou um elemento icônico da série. Não gostando da forma como os jogos eram vendidos em sacos plásticos com algumas páginas impressas para instruções, Richard Garriott insistiu que Ultima II fosse vendido em uma caixa, com um mapa de tecido e um manual.:23
Na década de 1990, houve rumores de um desenho animado de Ultima,:78 mas sua existência foi descrita como improvável.

### Romances
Diversos romances foram publicados sob o nome Ultima, incluindo:
- The Ultima Saga, escrita por Lynn Abbey (Warner Books)
  - The Forge of Virtue (1991)[28][29]
  - The Temper of Wisdom (1992)[30][31]
- Ultima: The Technocrat War, escrita por Austen Andrews (Pocket Books)
  - Machinations (2001)[32]
  - Masquerade (2002)[33]
  - Maelstrom (2002)[34]

## Medidas de combate à pirataria
Na versão Atari 8-bit de Ultima IV, um dos disquetes tinha uma trilha não formatada. Na sua ausência, o jogador perderia em todas as lutas, o que não seria óbvio como medida de combate à pirataria imediatamente, pois se poderia supor que isso se devia apenas à falta de experiência ou de equipamento adequado. O mecanismo de proteção era sutil o suficiente para ser ignorado pelo distribuidor alemão que originalmente entregava pacotes de Atari 8-bit com disquetes que eram formatados regularmente e, portanto, essas cópias pagas agiam como cópias não licenciadas, fazendo com que os jogadores perdessem todas as batalhas.
Em Ultima V, havia casos em que informações aparentemente insignificantes encontradas no livreto que acompanhava o jogo eram perguntadas por pessoas encontradas no jogo. O jogo também usava escrita rúnica em alguns lugares e um idioma especial para nomes de feitiços, para os quais as tabelas de tradução/explicações necessárias eram fornecidas no livreto. Essas podem ser vistas como medidas sutis de combate à pirataria, bem ajustadas ao contexto de história e fantasia, de modo que um jogador casual não as interpretasse como proteção contra cópia.
Ultima VI introduziu um uso mais sistemático de proteção contra cópia na forma de perguntas no jogo, impedindo que o jogador avançasse mais se as perguntas fossem respondidas incorretamente. Em Ultima VII, essa prática foi continuada, embora em ambos os jogos o jogador tivesse um número ilimitado de tentativas para responder às perguntas corretamente. As respostas podiam ser obtidas consultando o manual ou o mapa de tecido, embora o manual lançado com a Ultima Collection contivesse todas as respostas de proteção contra cópia para cada jogo.
Em Ultima VII Part Two: Serpent Isle, a proteção contra cópia foi ligeiramente alterada. Os jogadores recebiam perguntas em dois momentos do jogo e, se não conseguissem responder após duas tentativas, todos os NPCs não diziam nada além de versões alteradas de citações famosas. Tudo também seria rotulado como “Oink!”, impedindo que o jogo fosse jogado. A partir de Ultima VIII, as perguntas de proteção contra cópia foram descontinuadas.

## Elementos comuns

### Cenário
Originalmente, o mundo de Ultima era composto por quatro continentes. Eram eles: o Reino de Lord British, governado por Lord British e pelo Rei Perdido ("Lost King"); as Terras do Perigo e do Desespero ("Lands of Danger and Despair"), governadas por Lord Shamino e pelo Rei do Dragão Branco ("King of the White Dragon"); as Terras do Desconhecido Sombrio ("Lands of the Dark Unknown"), governadas por Lord Olympus e pelo Rei do Dragão Negro ("King of the Black Dragon"); e as Terras dos Senhores Feudais ("Lands of the Feudal Lords"), governadas pelos senhores do Castelo Rondorin e do Castelo Barataria.
Após a derrota de Mondain e a quebra de sua Gema da Imortalidade em Ultima I, houve um cataclismo que mudou a estrutura do mundo. Três dos quatro continentes aparentemente desapareceram, deixando apenas o reino de Lord British no mundo. Esse continente remanescente passou a ser chamado de “Sosaria”. As Terras do Perigo e do Desespero foram redescobertas posteriormente como a Ilha da Serpente ("Serpent Isle"), que havia sido movida para uma dimensão ou plano diferente, portanto, parece provável que os outros dois continentes ainda existam. Ultima II mostra o Castelo Barataria no Planeta X, sugerindo que as Terras dos Senhores Feudais se tornaram esse planeta; Ultima Online: Samurai Empire afirma que as Terras dos Senhores Feudais foram transformadas nas Ilhas Tokuno pelo cataclismo.
Após a derrota de Exodus em Ultima III, Sosaria se tornou Britannia para homenagear seu governante, Lord British. A Ilha da Serpente permaneceu conectada a Briannia por meio de um portal na região polar. O líder da Fellowship, Batlin, fugiu para essa ilha depois que o Black Gate foi destruído em Ultima VII, impedindo a primeira invasão do Guardião. Noventa por cento da população da ilha foi destruída por Banes malignos liberados por Batlin em uma tentativa equivocada de capturá-los para seu próprio uso em Ultima VII Part Two.

### Virtudes
Em Ultima, o jogador assume o papel do Avatar, que incorpora oito virtudes. Introduzidos pela primeira vez em Ultima IV, os Três Princípios e as Oito Virtudes marcaram uma reinvenção do foco do jogo, de um modelo tradicional de interpretação de papéis para um modelo com estrutura ética. Cada virtude está associada a um membro do grupo, a uma das cidades de Britannia e a um dos outros oito planetas do sistema solar de Britannia. Cada virtude também tem um mantra e cada princípio tem uma palavra de poder que o jogador deve aprender. As Oito Virtudes exploradas em Ultima são Honestidade, Compaixão, Valor, Justiça, Sacrifício, Honra, Espiritualidade e Humildade. Essas oito virtudes são baseadas nos três princípios da verdade, do amor e da coragem. Os Princípios são derivados do Axioma Único e Verdadeiro, a combinação de toda Verdade, todo Amor e toda Coragem, que é o Infinito.

Representação aproximada dos símbolos do Codex - as virtudes (numeradas) estão associadas aos princípios (itálicos em círculos sombreados) que elas tocam

As virtudes foram introduzidas pela primeira vez em Ultima IV: Quest of the Avatar (1985), onde o objetivo do jogo é praticá-las e tornar-se um exemplo moral. As virtudes e suas variações estão presentes em todos os jogos posteriores. As motivações de Richard Garriott ao projetar o sistema de virtudes foram baseadas no fato de que os jogos provocavam reflexões no jogador, mesmo que não intencionalmente. Como designer, ele "não estava interessado em ensinar nenhuma lição específica; em vez disso, seu próximo jogo seria sobre como fazer as pessoas pensarem sobre as consequências de suas ações." O sistema de virtudes original de Ultima foi parcialmente inspirado nas 16 formas de purificação (sanskara) e nos traços de caráter (samskara) que levam à condição de Avatar no hinduísmo.:254 Ele também se baseou em sua interpretação dos personagens de The Wizard of Oz (1939), com o Espantalho representando a verdade, o Homem de Lata representando o amor e o Leão Covarde representando a coragem.
As virtudes se tornaram um tema frequente nos jogos da série Ultima após Ultima IV, com muitas variantes diferentes usadas ao longo da série. Ultima V: Warriors of Destiny viu Lord Blackthorn transformar o sistema de virtudes em um conjunto de leis rígido e draconiano. O sistema rígido de Blackthorn faz com que, involuntariamente, as virtudes atinjam seus opostos polares, em parte devido à influência dos Shadowlords. Isso mostra que as Virtudes sempre vêm de nós mesmos e que a codificação da ética em lei não torna automaticamente as pessoas más em boas. Ultima VI: The False Prophet confrontou o Avatar com o fato de que, de outro ponto de vista, as buscas do Avatar pela Virtude podem não parecer virtuosas, apresentando um conjunto alternativo de virtudes. Em Ultima VII, uma ordem conhecida como Fellowship substituiu as virtudes por seu próprio sistema de crenças aparentemente benevolente, lançando Britannia em desordem; e em Ultima IX, as virtudes foram invertidas em suas antivirtudes opostas.
O sistema de virtudes de Ultima foi considerado uma inovação no design de jogos, e se tornou "um modelo do setor, especialmente em jogos de RPG". O sistema original de Ultima IV influenciou os sistemas morais de jogos como Black & White, Star Wars: Knights of the Old Republic e a série Fable. No entanto, Ultima só pode ser vencido se o jogador for virtuoso, enquanto outros jogos normalmente oferecem a opção de ser cruel. Mark Hayse elogia especificamente o sistema de virtudes de Ultima por sua sutileza. O jogo enfatiza a importância da virtude, mas deixa a prática ambígua, sem valores de pontos explícitos e orientação limitada. Isso torna o sistema de virtude mais uma “jornada filosófica” do que um quebra-cabeça comum.

### Personagens

#### O Estranho e o Avatar
Os primeiros jogos da série Ultima se referiam ao jogador-protagonista como o Estranho, com um design de jogo aberto que permitia que os jogadores concluíssem as missões por meio de roubo ou violência. Após o lançamento de Ultima III, o criador Richard Garriott recebeu cartas de pais que criticavam a série Ultima por permitir ações imorais, como roubo ou assassinato contra cidadãos pacíficos. Garriott também recebeu críticas sobre o suposto conteúdo satânico, especialmente a natureza demoníaca do antagonista de Ultima III que aparecia na embalagem do jogo. Em The Official Book of Ultima, Shay Addams descreveu o pensamento de Richard Garriott, que “se as pessoas fossem procurar significados ocultos em seu trabalho quando eles nem sequer existiam, ele introduziria ideias e símbolos com significado e importância que ele considerava valiosos, para dar-lhes algo em que pudessem realmente pensar.”:39 Depois de assistir a um programa de televisão sobre o hinduísmo e o conceito de Avatar, Garriott se inspirou para criar seu próprio sistema de oito virtudes para o próximo protagonista em Ultima IV, o Avatar.:254
O Avatar faz sua primeira aparição no quarto jogo da série Ultima, onde seu objetivo é seguir o caminho das Virtudes e recuperar o Códice da Sabedoria Suprema do Grande Abismo Estigiano. No quinto jogo, o Avatar derrota um regime repressivo em Britannia e, no sexto, ele traz a paz entre homens e gárgulas. Em Ultima VII e VIII, o Avatar luta contra o Guardião, finalmente destruindo a si mesmo e a seu inimigo em Ultima IX: Ascension.
Com exceção de Ultima IX: Ascension, o jogador pode escolher o nome do Avatar. Ultima VIII: Pagan fixou a identidade do Avatar como um homem loiro de olhos azuis, enquanto os outros jogos permitiam que o jogador selecionasse a cor da pele, o gênero e a aparência do Avatar. A partir de Ultima IV, o jogador ativa a fala do Avatar usando palavras-chave singulares, enquanto Ultima VII e Ultima Underworld permitiam um diálogo completo. Ultima IX adicionou voz digitalizada para acompanhar o texto.
O Avatar foi inicialmente projetado para ser um quadro em branco por meio do qual os jogadores poderiam refletir sua própria personalidade. Esta foi a primeira vez em que a palavra "avatar" foi utilizada para representar o seu significado virtual moderno. O Avatar foi uma das primeiras vezes em que o jogador pôde selecionar a raça e o gênero do protagonista e pode ser interpretado como um representante do jogador, permitindo que ele reflita sobre suas ações no jogo. No entanto, o Avatar acabou evoluindo e assumindo uma aparência e uma personalidade mais específicas.

#### Os oito companheiros
Os oito companheiros são os personagens que se juntam ao Estranho em sua busca para alcançar a condição de Avatar em Ultima IV (na verdade, apenas sete deles se juntam ao Estranho no jogo; aquele que tem a mesma profissão que o Estranho não se juntará ao grupo, pois o papel dessa profissão é desempenhado pelo Estranho). Eles são especiais pelo fato de que cada um deles exerce originalmente uma profissão específica que se conecta a uma das oito virtudes e à cidade dessa virtude. Eles são os primeiros seguidores do Avatar e muitos deles se juntam ao Avatar novamente em aventuras posteriores. A partir de Ultima IV, os oito companheiros aparecem em todos os principais jogos da série que se passam em Britannia, ou seja, Ultima IV, V, VI, VII e IX, e muitos deles podem ser convidados a se juntar ao grupo do Avatar nesses jogos. Alguns deles assumem outras profissões em jogos posteriores. Estes são:
- Iolo, um bardo da cidade de Britain, associado à Compaixão;
- Shamino, um patrulheiro da cidade de Skara Brae, associado à Espiritualidade;
- Dupre, um paladino da cidade de Trinsic, associado à Honra;
- Jaana, uma druida da cidade de Yew, associada à Justiça;
- Julia, uma artífice da cidade de Minoc, associada ao Sacrifício;
- Katrina, uma pastora da cidade de Magincia, associada à Humildade;
- Geoffrey, um guerreiro da cidade de Jhelom, associado ao Valor,
- e Mariah, uma maga da cidade de Moonglow, associada à Honestidade.

#### Lord British
Lord British é o governante de Britannia e uma personificação no jogo do criador da série, Richard Garriott. Seu nome vem de um apelido dado a ele por amigos em um curso de computação, que acharam que sua maneira de dizer “olá” era claramente “britânica”. O prefixo “Lord” foi adicionado quando ele interpretou o mestre em jogos de Dungeons & Dragons.
Uma das características mais famosas de Lord British é o fato de ele ser (supostamente) indestrutível. No passado, ele foi morto como resultado de vários glitches e truques. Esse fato levou ao nome do “Postulado de Lord British”, um postulado de que, em qualquer jogo, se uma criatura estiver viva, alguém em algum lugar tentará matá-la. A maioria dos jogos da série exige o uso de erros para matar o personagem, e Garriott não ficou nada satisfeito depois de saber que o personagem pode ser atraído para ser morto por tiros de canhão em Ultima III: Exodus.:30–31 Durante Ultima VII, um easter egg permite que British seja morto por uma placa de ouro que cai, o que é uma referência a um incidente no edifício da Origin; uma barra de metal, onde o ímã da porta estava preso, caiu na cabeça de Garriott, o que justificou uma visita ao hospital. Um dos personagens diz: “Yancey-Hausman will pay!” (Yancey-Hausman pagará!), que é uma referência ao proprietário e locador do prédio. Durante o teste da versão beta de Ultima Online, o personagem de Garriott foi morto por vários bugs e por um descuido da parte de Garriott. Esse é considerado um evento importante nos jogos on-line, pois deu aos “jogadores uma capacidade sem precedentes de mudar e influenciar o jogo.” O General British de Tabula Rasa também foi morto durante o teste beta.

## Impacto e legado
Muitas inovações dos primeiros Ultimas - em especial Ultima III: Exodus (1983) - acabaram se tornando padrão entre os RPGs posteriores, como o uso de gráficos em tiles e combate em grupo, sua mistura de elementos de fantasia e ficção científica e a introdução da viagem no tempo como um dispositivo de enredo. Por sua vez, alguns desses elementos foram inspirados por Wizardry, especificamente o combate em grupo. Exodus também foi revolucionário em seu uso de uma narrativa escrita para transmitir uma história maior do que os enredos mínimos comuns na época. A maioria dos jogos eletrônicos - incluindo Ultima I e II e Akalabeth, do próprio Garriott - tendia a se concentrar principalmente em aspectos como o combate, sem se aventurar muito além disso.:72–78 Além disso, Garriott introduziria em Ultima IV um tema que persistiria em Ultimas posteriores - um sistema de cavalheirismo e código de conduta no qual o jogador, ou “Avatar”, é testado periodicamente (de maneiras óbvias ou não) e julgado de acordo com suas ações. Esse sistema de moral e ética era único, pois em outros videogames os jogadores podiam, na maioria das vezes, agir e fazer o que quisessem sem ter que considerar as consequências de suas ações.:72–78
Ultima III seria lançado para muitas outras plataformas e influenciou o desenvolvimento de RPGs como Excalibur e Dragon Quest; e muitos consideram o jogo como o primeiro CRPG moderno.
Em 30 de junho de 2020, Garriott disse que foi rejeitado pela Electronic Arts em qualquer tentativa de reviver ou remasterizar a série Ultima.